# Turpuk Limbong
Turpuk Limbong is een bestuurslaag in het regentschap Samosir van de provincie Noord-Sumatra, Indonesië. Turpuk Limbong telt 321 inwoners (volkstelling 2010).